# Teinobasis aerides
Teinobasis aerides – gatunek ważki z rodziny łątkowatych (Coenagrionidae).